# Heinrich Vogeler
Johann Heinrich Vogeler (12. prosince 1872 Brémy – 14. června 1942, kolchoz Buďonnyj v Kornejevce, Karaganda, Kazašská SSR) byl německý malíř, grafik, architekt, designér, pedagog, spisovatel a socialista.

## Život
Vogeler vyrostl ve středostavovské rodině majitele velkoobchodu v Brémách a v letech 1890-1895 vystudoval Akademii výtvarných umění v Düsseldorfu. Během studií navštívil Holandsko, Bruggy, Janov, Rapallo a Paříž. Po smrti otce mu dědictví umožnilo žít jako umělec ve svobodném povolání. Roku 1894 se přidružil k umělecké kolonii ve Worpswede, kterou založil roku 1889 Fritz Mackensen. V 90. letech zde pobývali malíři Hans am Ende, Otto Modersohn a jeho žena Paula Becker, Fritz Overbeck a Carl Vinnen nebo literáti Gerhart Hauptmann, Thomas Mann, and Rainer Maria Rilke se svou ženou, sochařkou Clarou Westhoff. Skupina se proslavila svými výstavami v Mnichově v letech 1895 a 1896 (Glaspalast München).

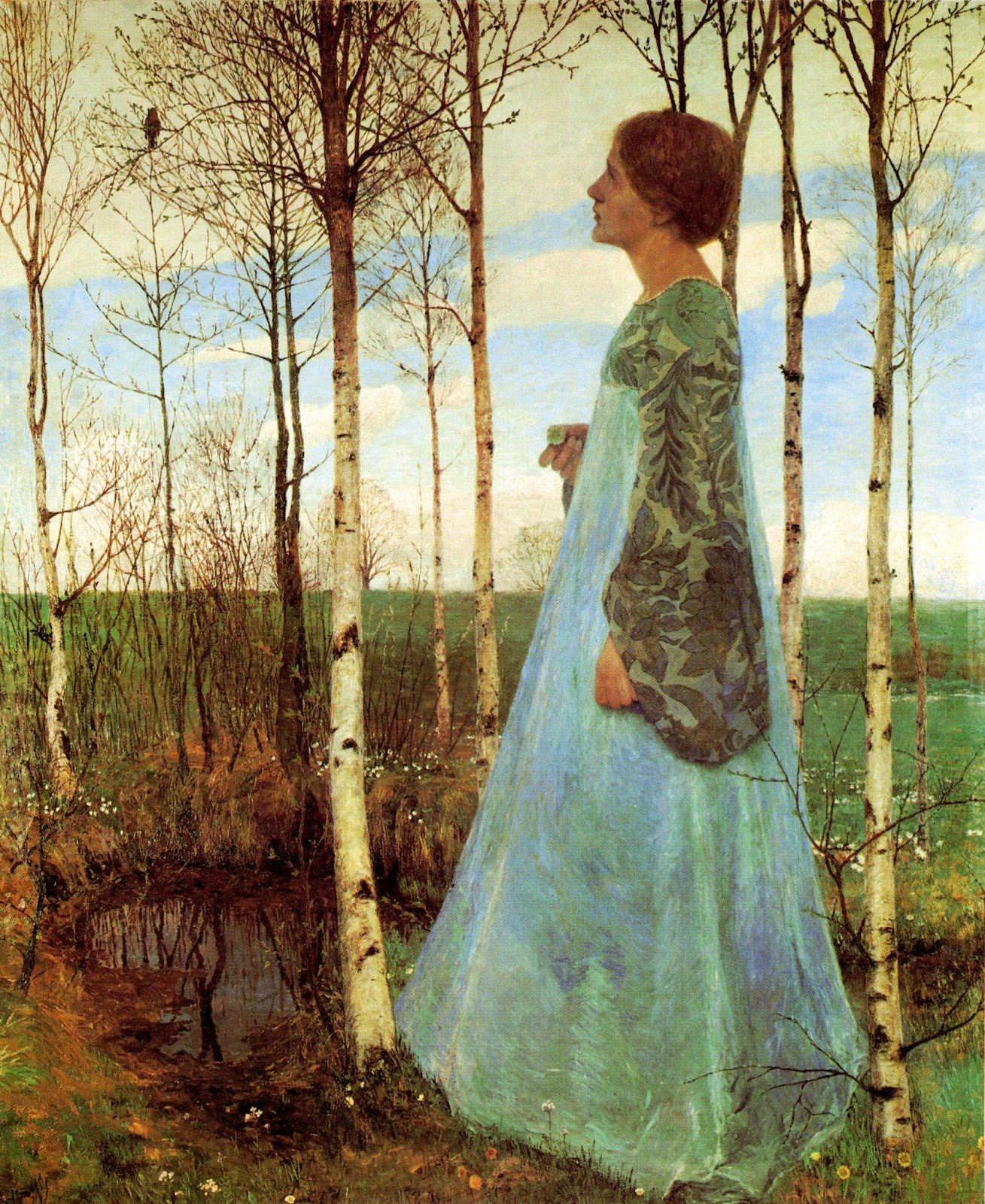
Jaro (portrét Marthy Vogeler), 1897

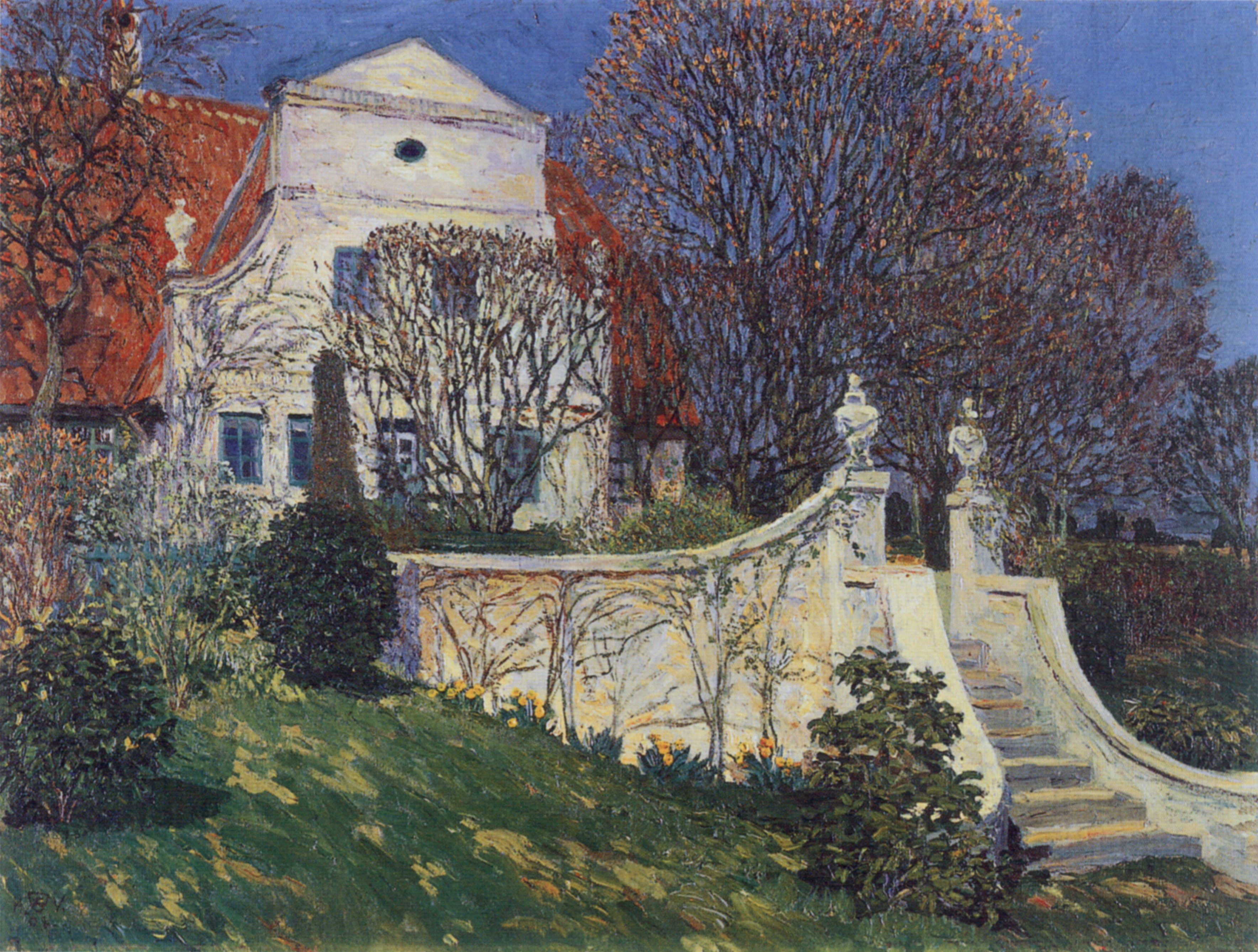
Heinrich Vogeler, Der Barkenhoff 1904

Vogeler si ve Worpswede koupil dům a nazval ho Barkenhoff (Březový dům) a roku 1901 se oženil s Marthou Schröder (dcery Marie-Luise, 1901, Bettina, 1903, Marta, 1905). Cestoval do Itálie (Řím, Benátky, Florencie, Neapol 1902), na Ceylon (1906), do Lodže (1907), Glasgow a Manchesteru a pod vlivem četby Maxima Gorkého i zkušeností s dělnickými slumy v Británii začal sympatizovat s dělnickou třídou. Roku 1908 založil se svým bratrem Franzem dílnu 'Worpsweder Werkstätte', která vyráběla potřeby pro domácnost. Manželství se dostalo do krize, protože Vogelerova manželka nesdílela jeho politické názory.
Roku 1914 narukoval jako dobrovolník a působil jako zpravodajský důstojník v Karpatech. Ještě během války se ale stal zapřisáhlým pacifistou a zaslal císaři mírovou výzvu Das Märchen vom lieben Gott.
Vogeler měl štěstí a nebyl popraven jako defétista, ale skončil pouze na psychiatrii. Po skončení války přivedl do Barkenhoffu válečné zajatce, kteří byli nuceni pracovat v zemědělství, německé revolucionáře a levicové intelektuály a ze sídla umělců vytvořil otevřenou anarchistickou komunu. Sám se stal členem Německé komunistické strany (KPD) a během listopadové revoluce se podílel na vzniku Dělnické a vojenské rady v Osterholz. Po vojenském potlačení Brémské sovětské republiky byl několikrát zatčen, ale nakonec se vrátil do komuny v Barkendorffu. Přispíval do krajně levicového tisku, jako Svobodní dělníci („freien Arbeiter“), který patřil straně „Föderation Kommunistischer Anarchisten Deutschlands“

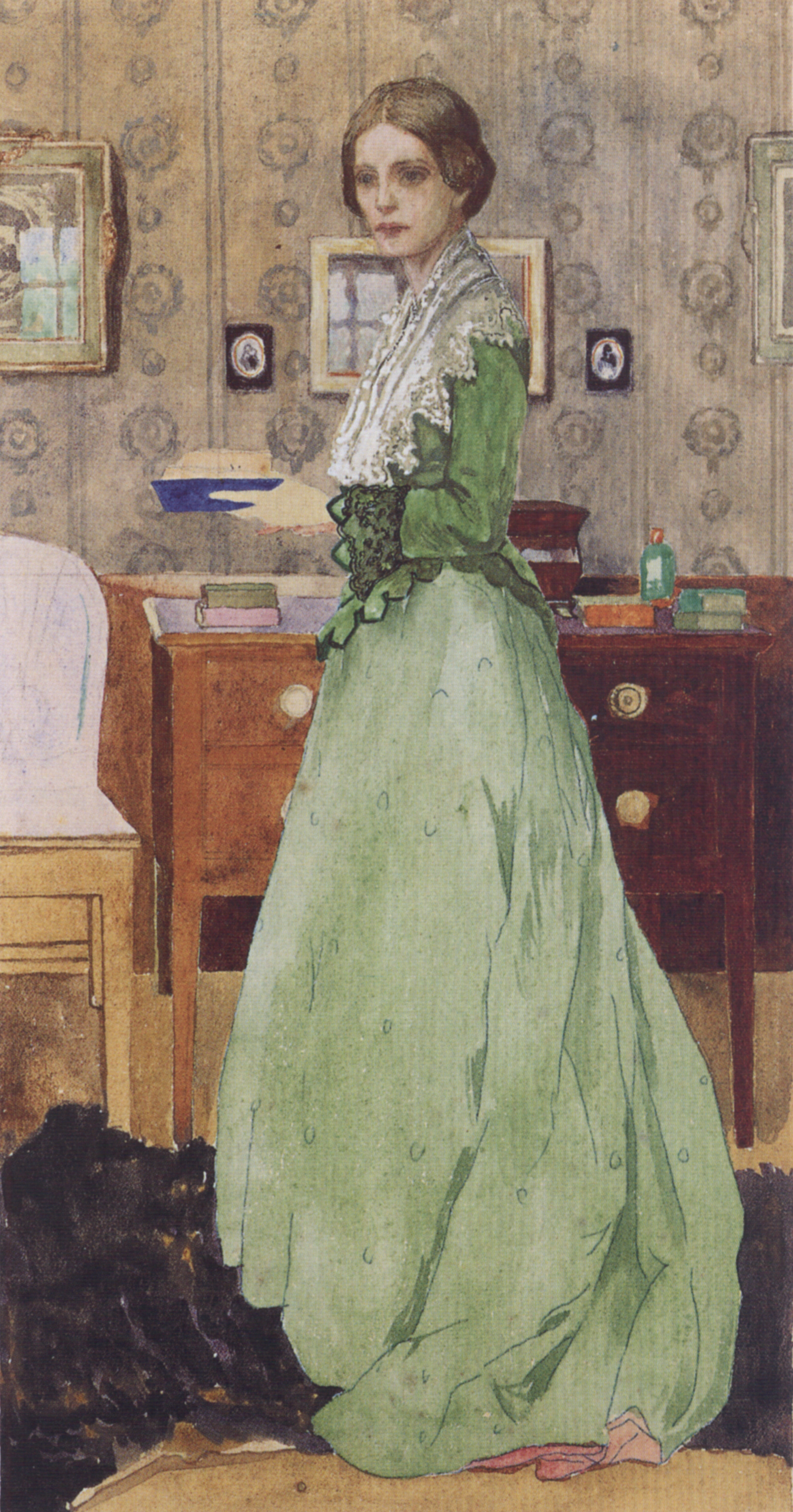
Heinrich Vogeler, Martha Vogeler, Barkenhoff 1901
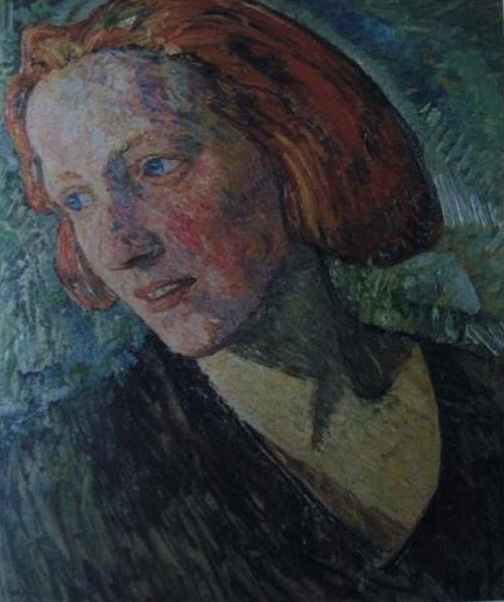
Heinrich Vogeler, Rudá Marie 1919
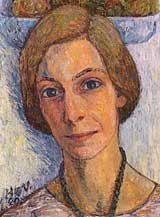
Heinrich Vogeler, Sonja Marchlewska 1922
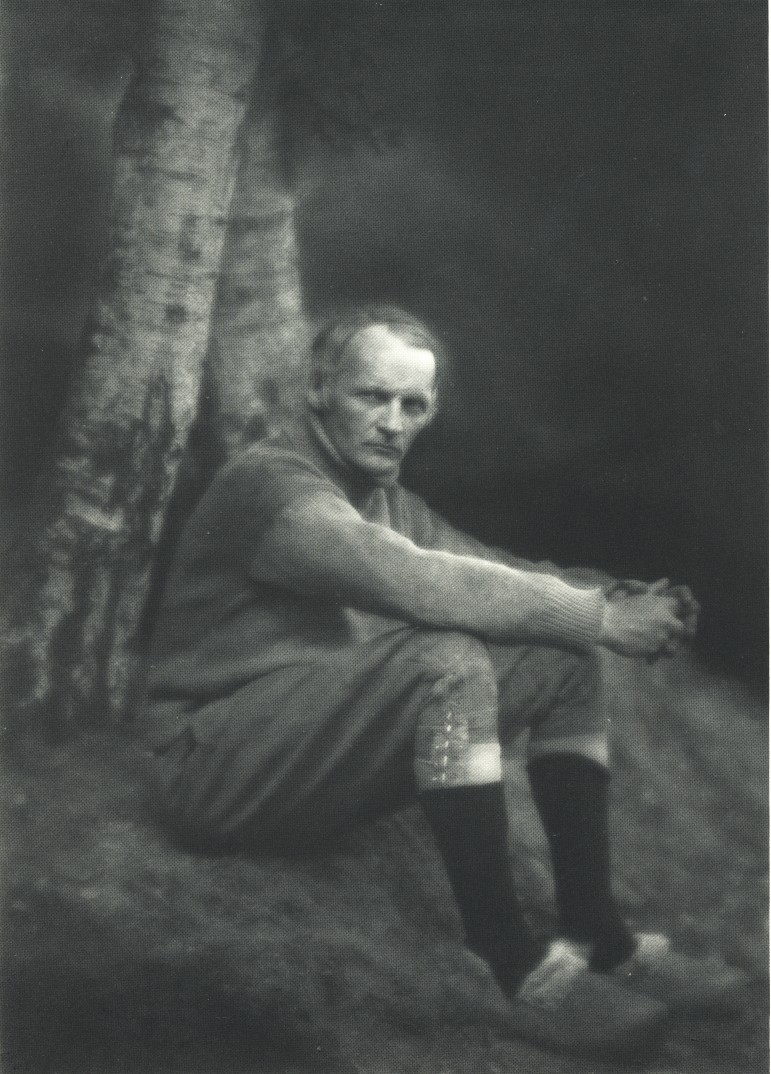
Nicola Perscheid: Heinrich Vogeler r. 1924

Spolu se svou milenkou "Rudou" Marií Griesbach a přáteli, mezi nimiž byl také pacifista a vegetarián Friedrich Harjes, založili „školu práce“ (Arbeitsschule Barkenhoff) a snažili se o hospodářskou soběstačnost a ekologické zemědělství. Navštěvoval univerzity a nabádal studenty aby změnili svůj přístup k životu. Roku 1920 se zapojil do akce „Neue Schar“ Friedricha Muck-Lambertyho v Eisenachu, navázal přátelství s několika lidmi z tohoto okruhu (Theodor Plievier, Gregor Gog) a posílil své přesvědčení o mesiášském poslání umění.
V létě 1922 navštívila Barkenhoff Polka Zofie Marchlewská, jejíž komunistický otec Julian Marchlewski byl přítelem Rosy Luxemburgové, důvěrníkem Lenina a zakladatelem Mezinárodního spolku na pomoc revolucionářům (MOPR). V roce 1923 odejel s Marchlewskou do Moskvy a začal malovat obrazy novou výtvarnou technikou připomínající montáž. Tématem byl „Zrod nového člověka“ – spasitele nového typu. Marchlewská porodila jeho syna a Vogeler se rozvedl s Marthou a roku 1926 oženil se Zofií. Svůj dům prodal MOPRu a zřídil v něm dětský domov spravovaný Roten Hilfe Deutschlands. Roku 1931 emigroval se Zofií do Sovětského svazu. Po napadení SSSR Německem byl roku 1941 zatčen a deportován do Kazachstánu kde pracoval na stavbě přehrady. Zde v bídných podmínkách roku 1942 zemřel. Jeho syn a manželka jako polští občané deportováni nebyli. Syn se během války stal zakladatelem německé protinacistické organizace „Nationalkomitee Freies Deutschland“ a po akademické kariéře v Sovětském svazu zemřel roku 2005 ve Worpswede, Zofia emigrovala do Polska, kde zemřela roku 1983.
Vila Barkendorff byla v posledních letech opravena a otevřena roku 2004 jako Heinrich Vogeler Museum.

## Dílo
Rané Vogelerovo dílo bylo ovlivněno Botticellim a anglickými Prerafaelity (Jaro, 1897). V roce 1896 se stal ilustrátorem literárního měsíčníku Insel a pro jeho nakladatele ilustroval knihu básní Dir a knihu pohádek Oscara Wilda. V té době byla jeho grafické listy inspirované Aubrey Beardsleyem a hnutím Arts and Crafts.

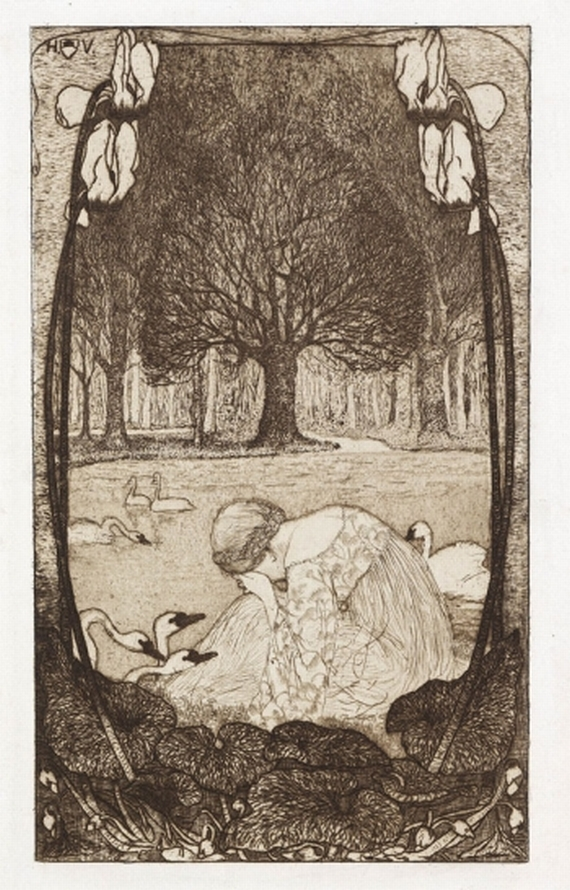
Heinrich Vogeler, Sedm labutí 1898
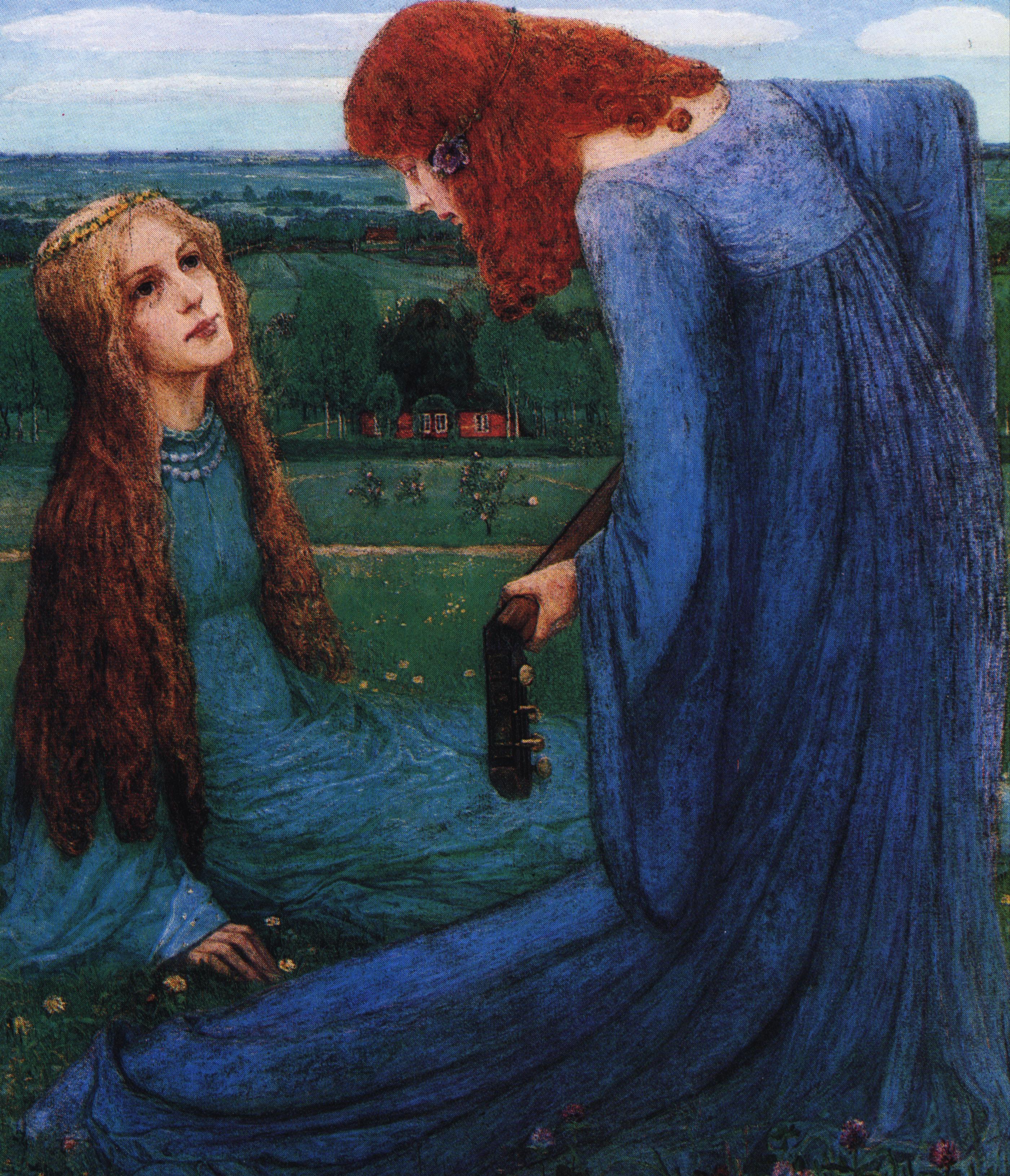
Heinrich Vogeler, Zvěstování 1901
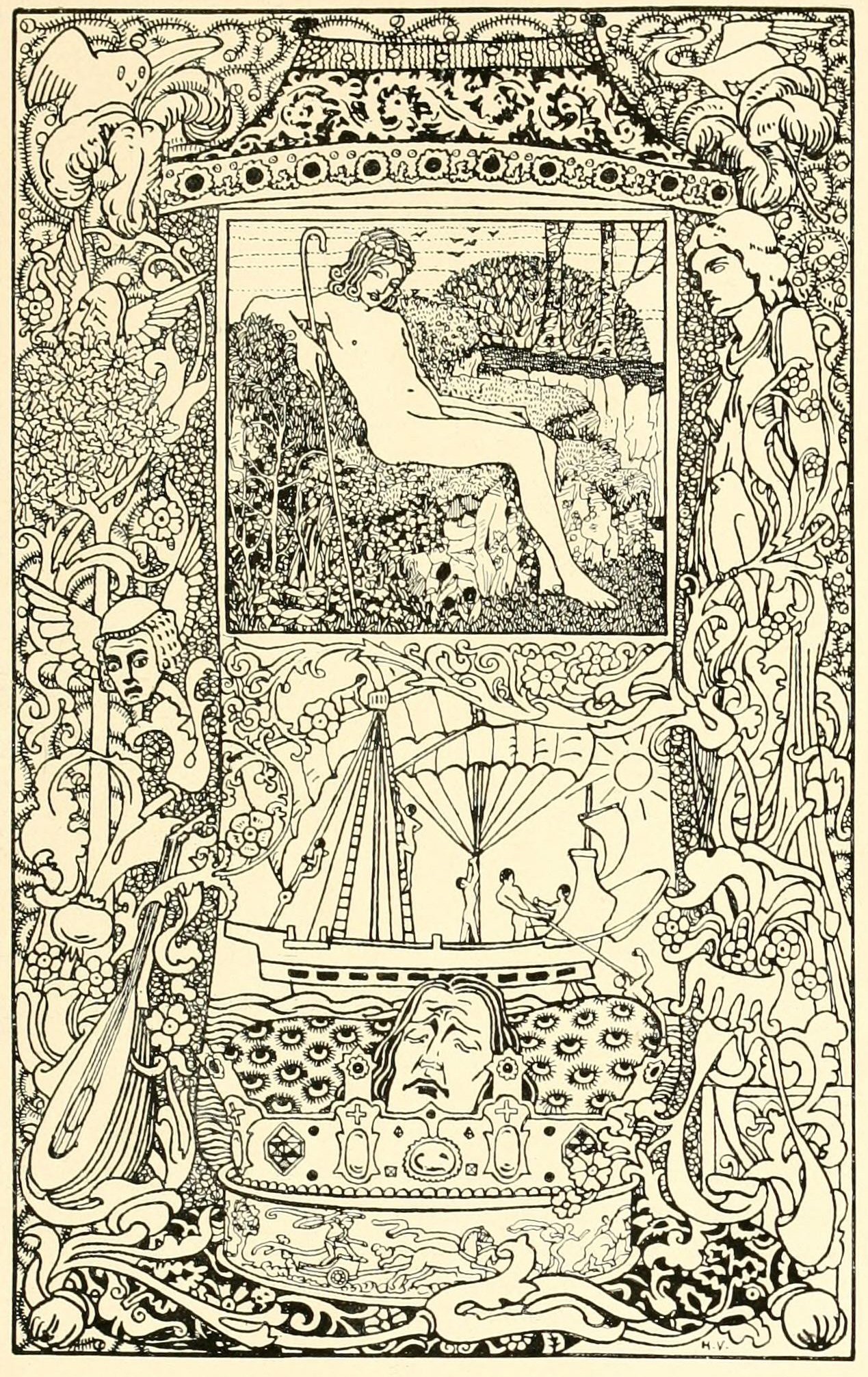
Heinrich Vogeler, O. Wilde: Granatapfelhaus 1904
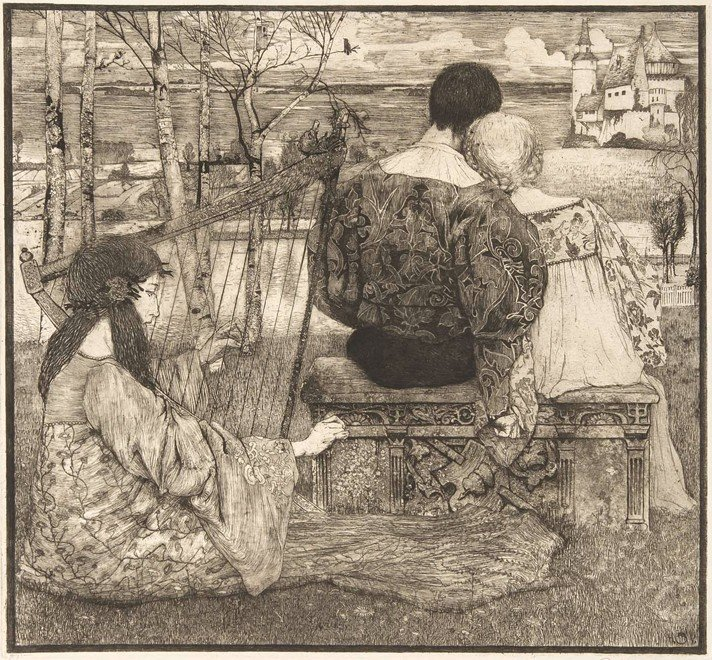
Heinrich Vogeler -  Liebe
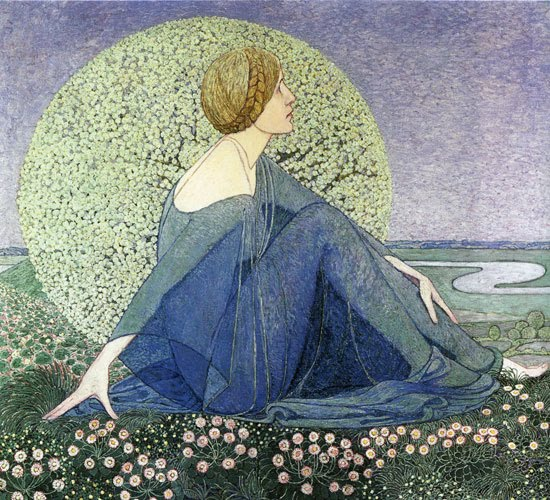
Heinrich Vogeler, Očekávání II 1912

Svůj dům Barkenhoff, který byl původně venkovským hospodářstvím, přestavěl ve stylu secese a také vše ostatní - okolní zahrada, obrazy, nábytek, šperky a šaty jeho ženy, design interiérů přizpůsobil jednotnému stylu jako Gesamtkunstwerk. V umělecké kolonii se pořádaly nedělní večírky a k návštěvníkům v domě patřili například Richard Dehmel, Gerhart Hauptmann, Carl Hauptmann, Thomas Mann, Rudolf Alexander Schröder a Max Reinhardt. Jako vyvrcholení Vogelerovy malby z přelomu století byl hodnocen obraz Koncert (letní večer) (1905), který získal Velkou medaili umění a věd na výstavě německého umění v Oldenburgu.

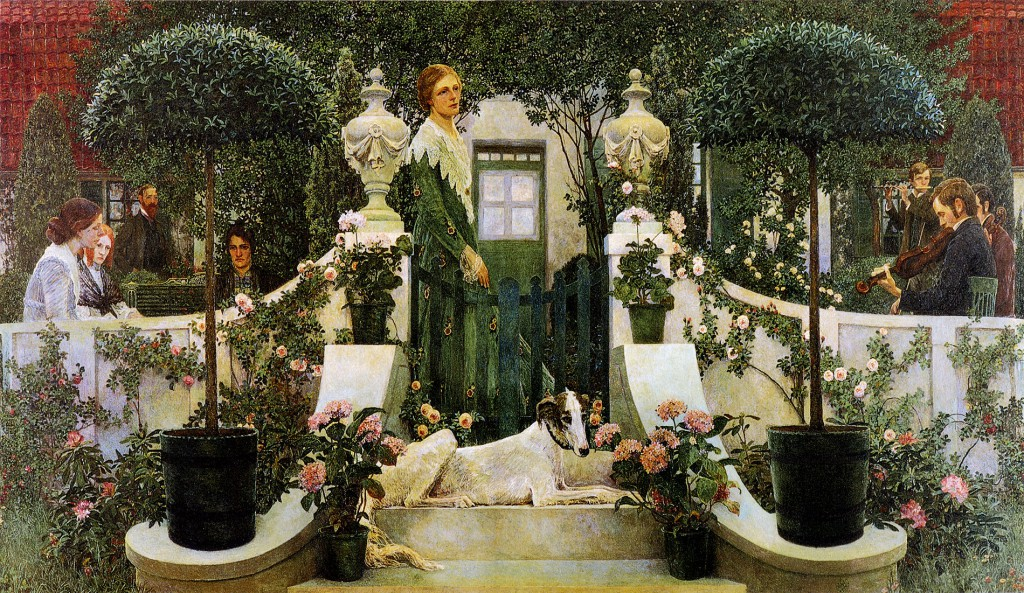
Heinrich Vogeler, Letní večer

V letech 1904-1905 byl Vogeler vyzván, aby navrhl Komoru senátu na radnici V Brémách. Zařídil ji až po nejmenší detaily v secesním slohu a spolu s dalším jeho dílem pro Dům umění a řemesel ve Worpswede ho užité umění proslavilo více než jeho obrazy. V roce 1907 navrhoval železniční stanici ve Worpswede, stal se zakládajícím členem sdružení pro povznesení umělecké úrovně řemesel Deutscher Werkbund a spolu se svým bratrem Franzem založil dílnu Worpsweder Werkstätte v Tarmstedt. Jeho návrhy pracovní vesnice pro zaměstnance továrny nábytku v Bremen byly oceněny na Světové výstavě v Bruselu roku 1910. V roce 1912 navrhl pro svého přítele Emila Lohnberga dům (Stryck u Willingenu) kde použil přírodní stavební materiály. Na podzim opustil Barkenhoff a zřídil v Berlíně malé studio, kde dělal návrhy reklamní grafiky.

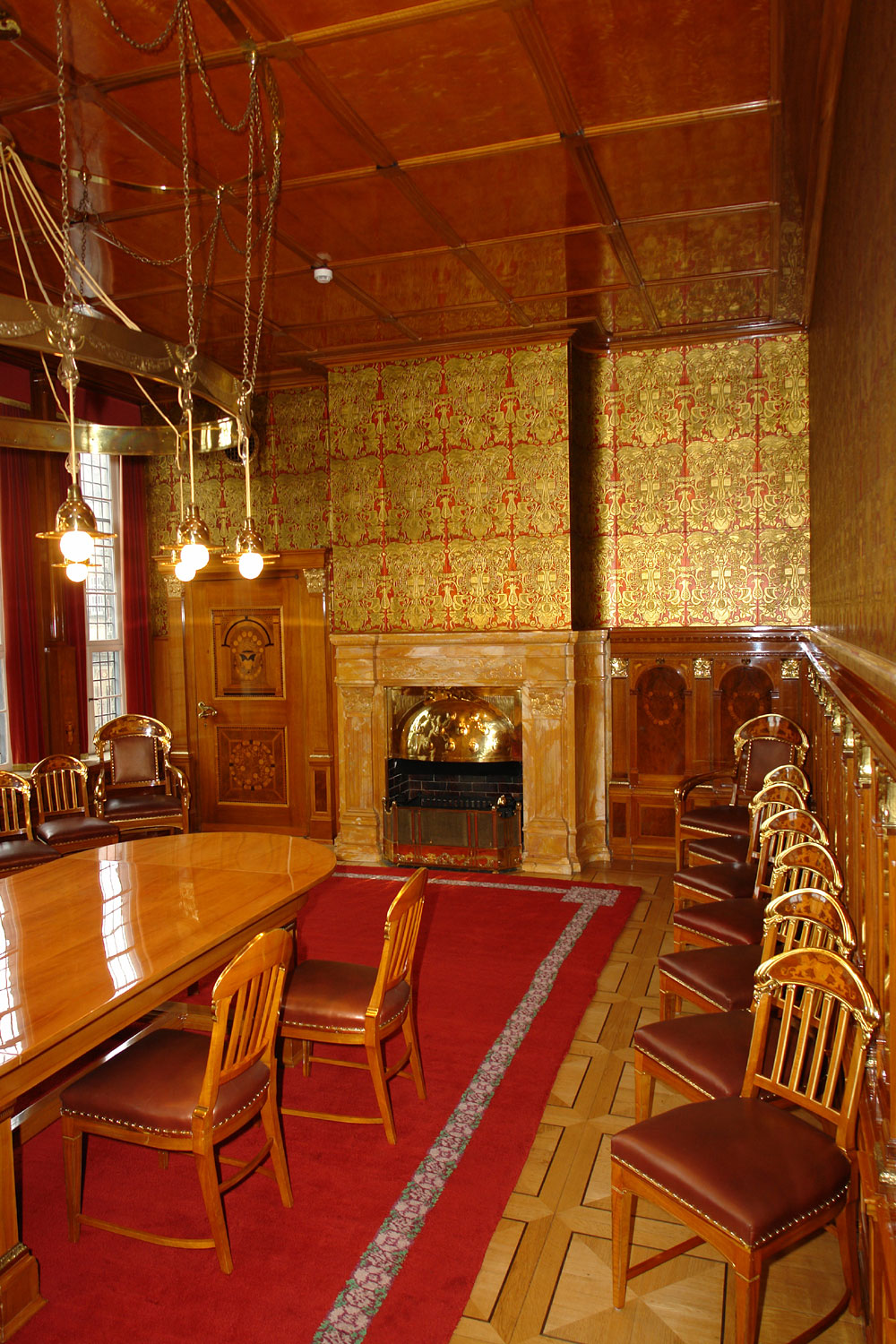
Zlatá komora senátu Brémy

Za války začal Vogeler pod dojmem zažitých hrůz malovat expresionistické obrazy (Truchlící ženy, 1918, Rudá Marie, 1919). Za své první cesty do Sovětského svazu setrval rok v Moskvě jako zaměstnanec Univerzity a začal zde malovat novou technikou připomínající koláž. Častým prvkem v obrazech z tohoto období, ovlivněných kubismem a futurismem, je pěticípá hvězda nebo srp a kladivo (Karelia a Murmansk, 1926). Sociální a politická témata byla předmětem jeho obrazů až do nástupu nacistů v Německu. Vogeler žil od roku 1931 v Sovětském svazu a cestoval po Uzbekistánu jako propagandista. Roku 1934 byl ředitelem expozice MOPR a vystavil zde své již čistě politické obrazy s obžalobou Třetí říše (Das Dritte Reich, 1934). Nakonec byl přinucen podrobit se státní doktríně a malovat v duchu socialistického realismu (Farmářka na vinici kolchozu Karla Marxe, 1939-40).

### Ilustrace
- Gerhart Hauptmann, Die versunkene Glocke, 1898
- Heinrich Vogeler: Dir. Gedichte, 1899.
- Rainer Maria Rilke, Mir zur Feier, 1899
- Hugo Salus, Ehefrühling, 1900
- Hugo von Hofmannsthal, Der Kaiser und die Hexe, 1900
- Irene Forbes-Mosse, Mezzavoce, 1901
- Jens Peter Jacobsen, Niels Lyhne, 1902
- Richard Schaukal, Pierrot und Colombine, 1902
- Gerhart Hauptmann: Der arme Heinrich, 1902.
- Ricarda Huch, Vita somnium breve, 1903
- Ivan Turgeněv, Básně v próze, 1903
- Irene Forbes-Mosse: Peregrina's Sommerabende, o. J. (1904)
- Oscar Wilde: Das Granatapfelhaus, 1904
- Irene Forbes-Mosse: Das Rosenthor, 1905
- Oscar Wilde: Das Gespenst von Canterville und fünf andere Erzählungen, 1905
- Clemens von Brentano, Frühlingskranz, 1907
- Brüder Grimm, Kinder- und Hausmärchen, o. J. (1907)
- Otto Julius Bierbaum, Mein ABC, 1908
- Oscar Wilde: Die Erzählungen und Märchen, übersetzt von Felix Paul Greve und Franz Blei, Insel Verlag, Leipzig 1910
- Neuausgabe als insel taschenbuch: Frankfurt am Main 1972, ISBN 3-458-01705-4
- Johannes R. Becher: Das Dritte Reich, Gedichte. Zwei Welten, Moskau 1934
- Neuausgabe Schütze, Berlin 1995, ISBN 3-928589-05-9

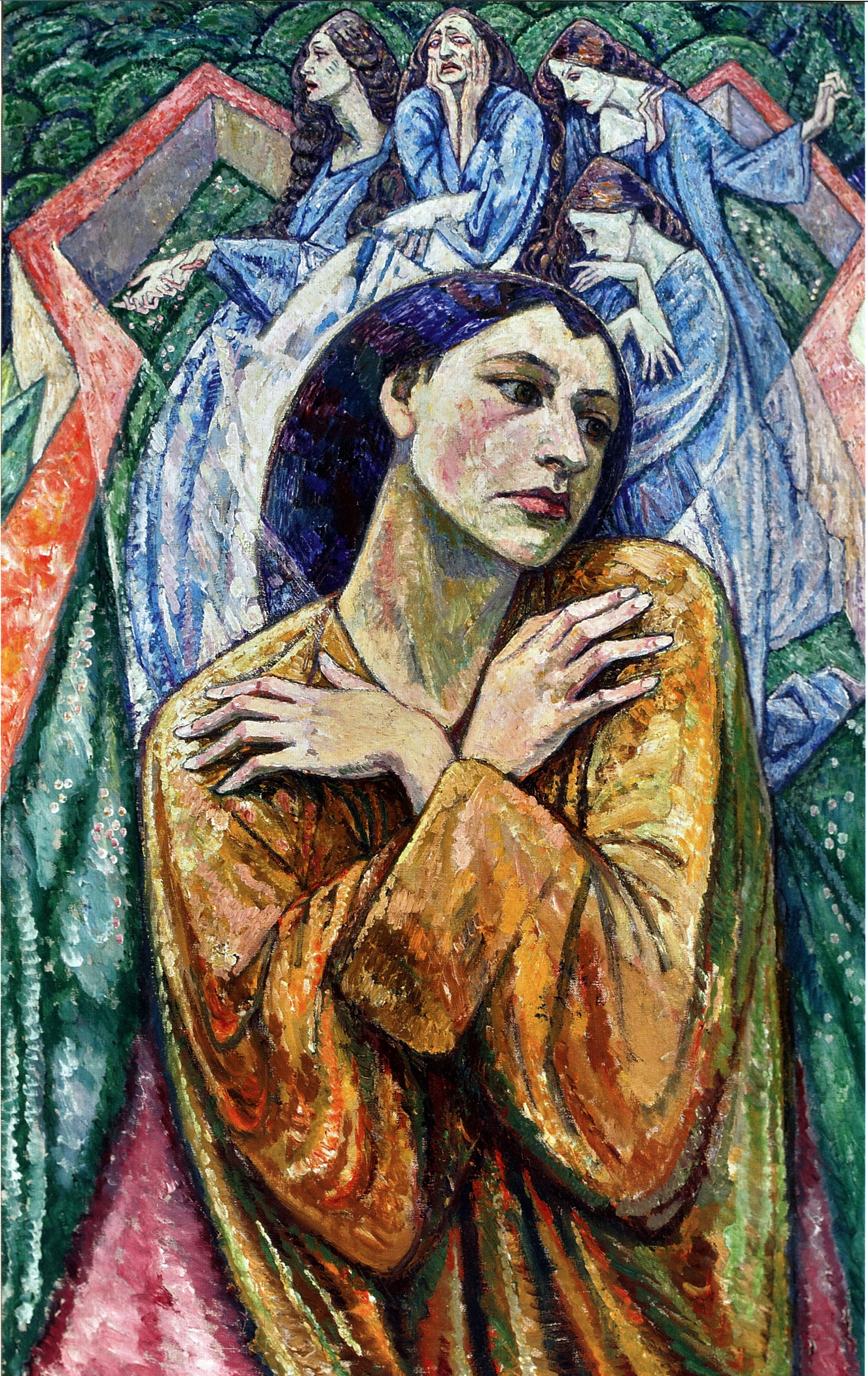
Heinrich Vogeler, Truchlící ženy 1918
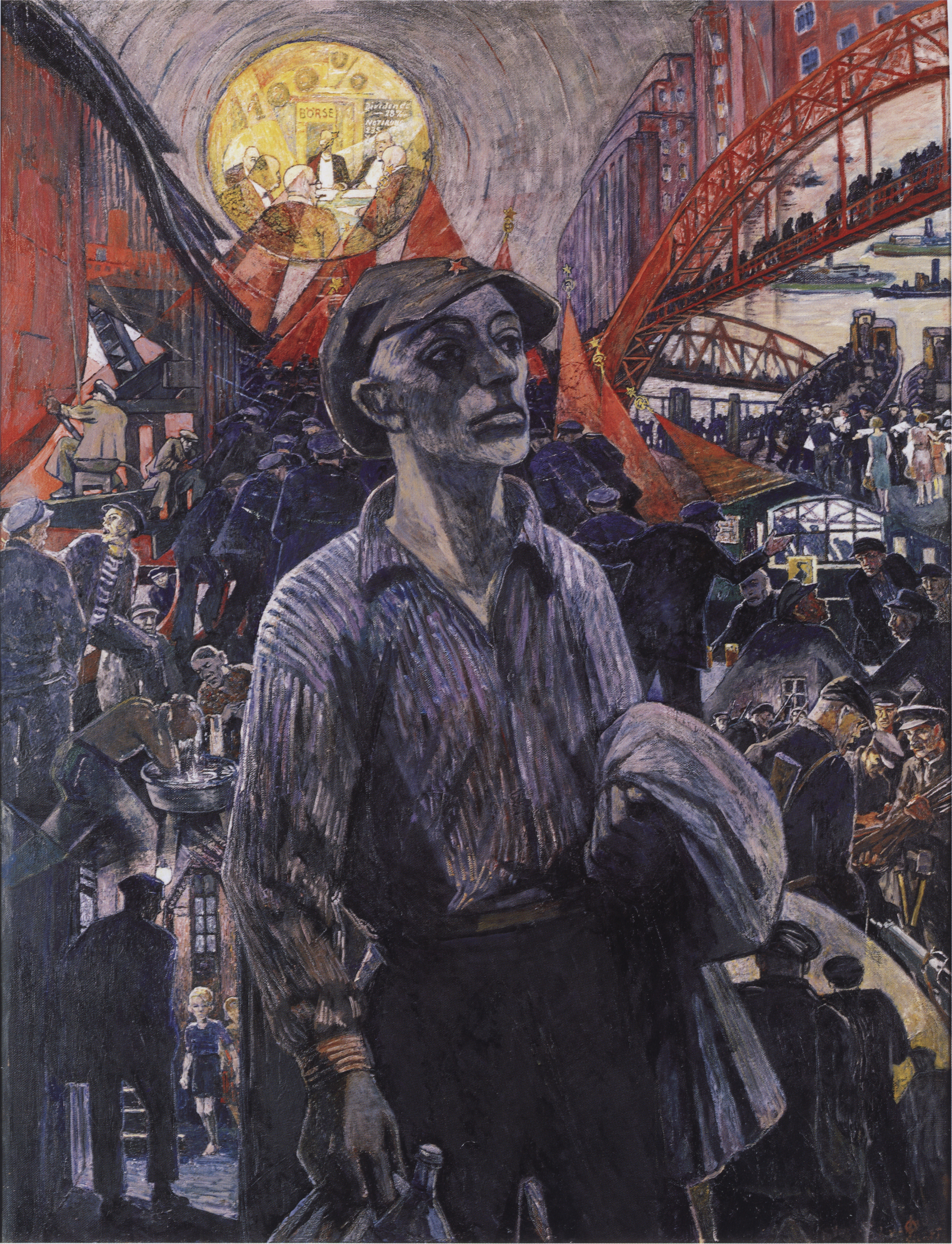
Heinrich Vogeler, Dělník v loděnici 1928]
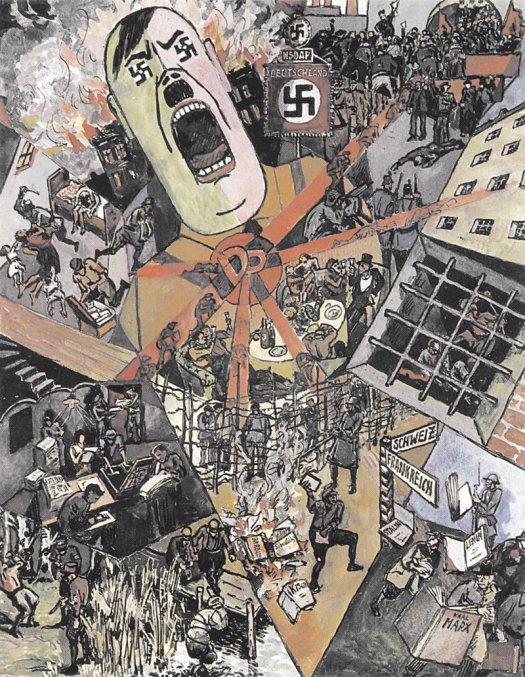
Heinrich Vogeler, Třetí říše, 1934
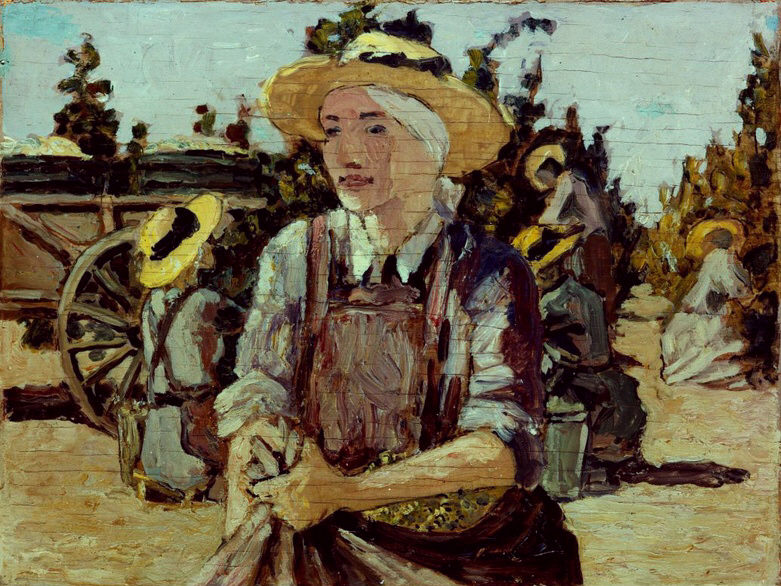
Heinrich Vogeler, Kolchoznice, 1939-40

### Knihy autora (výběr)
- Heinrich Vogeler, Dir. Gedichte, Leipzig 1899, nové vydání: Insel Verlag, Frankfurt a.M. 1983, ISBN 3-458-19072-4
- Heinrich Vogeler, Aus dem Osten. 60 Kriegs-Zeichnungen aus den Kriegsgebieten Karpathen, Galizien-Polen, Rußland. Berlin 1917
- Heinrich Vogeler, Das Wesen des Kommunismus. Der Weltfriede. Bremen/Worpswede 1919.
- Heinrich Vogeler, Reise durch Rußland. Die Geburt des Neuen Menschen. Dresden 1925
- Heinrich Vogeler, Das Neue Leben. Ausgewählte Schriften zur proletarischen Revolution und Kunst. Hrsg. von Dietger Pforte, Darmstadt 1973.
- Heinrich Vogeler – Zwischen Gotik und Expressionismus-Debatte. Schriften zur Kunst und Geschichte. Hrsg. von Siegfried Bresler, Bremen 2006, ISBN 3-938275-09-X.